# Мазепа (Міннесота)
Мазепа (англ. Mazeppa) — місто (англ. city) в США, в окрузі Вобаша штату Міннесота.  Розташоване уздовж північної розвилки річки Зумбри. Населення становить 842 особи (2010). 44% жителів міста Мазепа німецького походження, а 10% ірландського. Назване на честь гетьмана України Івана Мазепи.

## Історія
Було засноване Гамлетом Фордом і його сином Орвілом Фордом у 1854 році як село. Назву місту — Мазепа дав у 1855 році Айра О. Сили, запрошений на відкриття села, взявши його з улюбленого ним твору «Мазепа» лорда Байрона. Зберігся такий опис села:
 
| Село це не тільки важливе для судноплавства, але вигідне тим, що недалеко знаходиться велика гребля, яка постачає місту Рочестер електроенергію. Там достатня кількість церков, гарна система освіти. Село добре продумане, бізнес носить поступальний характер, велика кількість прекрасних будинків. Тінь дерев і хороші прогулянки додають конфорт цим прекрасним місцям. Є два банки і хороші газети. Основні ділові інтереси села: млин для помолу, що належить селу, маслозавод та цех з обробки дерева і металу. У селі є досить хороший лісопарк, чітко викладені і прикрашені чагарники та квіти.[5] | 
У виборчі списки село Мазепа було включене у 1877 році.

## Географія
Мазепа розташована за координатами 44°16′25″ пн. ш. 92°32′25″ зх. д. / 44.27361° пн. ш. 92.54028° зх. д. (44.273662, -92.540366).  За даними Бюра перепису населення США у 2010 році місто мало площу 2,81 км², уся площа — суходіл.
Державна автомобільна дорога Міннесоти № 60 (англ. Minnesota State Highway 60) є основним автомобільним маршрутом для жителів міста.

## Демографія

### Перепис 2010
Згідно з переписом 2010 року, у місті мешкали 842 особи в 337 домогосподарствах у складі 234 родин. Густота населення становила 299 осіб/км².  Було 362 помешкання (129/км²).
Расовий склад населення:
| - 96,3 % — білих - 1,2 % — чорних або афроамериканців - 0,6 % — корінних американців - 0,6 % — азіатів |

До двох чи більше рас належало 0,7 %. Частка іспаномовних становила 1,2 % від усіх жителів.
За віковим діапазоном населення розподілялося таким чином: 26,0 % — особи молодші 18 років, 60,2 % — особи у віці 18—64 років, 13,8 % — особи у віці 65 років та старші. Медіана віку мешканця становила 38,4 року. На 100 осіб жіночої статі у місті припадало 103,9 чоловіків;  на 100 жінок у віці від 18 років та старших — 100,3 чоловіків також старших 18 років.
Середній дохід на одне домашнє господарство  становив 64 639 доларів США (медіана — 62 083), а середній дохід на одну сім'ю — 74 815 доларів (медіана — 70 000). Медіана доходів становила 41 964 долари для чоловіків та 44 063 долари для жінок. За межею бідності перебувало 4,7 % осіб, у тому числі 3,8 % дітей у віці до 18 років та 3,8 % осіб у віці 65 років та старших.
Цивільне працевлаштоване населення становило 453 особи. Основні галузі зайнятості: освіта, охорона здоров'я та соціальна допомога — 28,5 %, виробництво — 13,9 %, транспорт — 10,6 %, роздрібна торгівля — 8,6 %.

### Перепис 2000
Станом на 2000 рік налічувалося 778 осіб, 312 сімей, з них 214 сімей, що проживають у місті. Чисельність населення в липні 2008 року 771. Зміна чисельності населення з 2000 року: −0,9%.
Щільність населення — 306.5 чоловік на квадратний кілометр. Расовий складу міста — білі, афроамериканців 1,29%, американських індіанців, 0,13%, і 0,51% латиноамериканців.
Населення — 29,2% у віці до 18 років, 7,6% від 18 до 24 років, 28,8% від 25 до 44 років, 20,2% від 45 до 64 років і 14,3%, які у віці 65 років і старше. Середній вік склав 36 років. На кожні 100 жінок припадає 99,0 чоловіків. На кожні 100 жінок у віці 18 років і старше налічувалося 98,9 чоловіків.

## Освіта
Учні середньої школи відвідують Зумброто-Мазепинську середню школу разом з учнями з сусіднього міста Зумброта.